# Йоахим (Мюнстерберг-Оелс)
Йоахим фон Мюнстерберг-Оелс (на немски: Joachim von Münsterberg; Joachim von Podiebrad; Joachim von Münsterberg-Oels; на чешки: Jáchym z Minstrberka; * 18 януари 1503, Олешница/Оелс; † 27 декември 1562, Вроцлав/Бреслау) от бохемския род Подебради, е херцог на Мюнстерберг и на Оелс/Олешница в Силезия (1536 – 1542), също има титлата граф фон Глац/Клодзко. Той е епископ на Бранденбург (1545 – 1560).

## Биография
Той е син на херцог Карл I фон Мюнстерберг-Оелс (1476 – 1536) и съпругата му Анна от Силезия-Саган (1483 – 1541) от род Пясти, дъщеря на херцог Йохан II/Ян II (1435 – 1504) и Катарина от Тропау (1443 –1505).
Той е възпитаван от 1515 до 1517 г. от лутеранския теолог Йохан Хес (1490 – 1547) и с него отива за две години в университета в Прага.
След смъртта на баща му Карл I през 1536 г. той управлява заедно с тримата си по-малки братя Хайнрих II (1507 – 1548), Йохан (1509 – 1565) и Георг II (1512 – 1553). През 1542 г. братята залагат финансово задълженото Херцогство Мюнстерберг на чичо им Фридрих II от Легница.
Йоахим е през 1531 г. дякон в Бреслау/Вроцлав, провост в Глогов, през 1532 г. гранд приор на ордена на Йоанитските рицари в Бохемия, Силезия и Полша. Йоахим е избран на 6 ноември 1545 г. за епископ на Бранденбург от курфюрста на Бранденбург Йоахим II Хектор, както му е обещал още през 1537 г. Той официално става лутеран.
Йоахим фон Мюнстерберг-Оелс умира на 27 декември 1562 г. във Вроцлав и е погребан в Мюнстерберг.